# Koszmosz–469
A Koszmosz–469 a szovjet USZ–A aktív radarfelderítő műhold szolgálati repülése volt.

## Küldetés
A szovjet Legenda (oroszul: Легенда) tengeri felderítő rendszerhez készült USZ–A típusú, aktív radarberendezéssel felszerelt felderítő műhold. A repülés a radarfelderítő műhold első kísérleti indítása volt, melynek során tesztelték a berendezést. A műholdba a BESZ–5 Buk nukleáris termoelektromos generátor teljes méretű makettjét építették. A Koszmosz–402 programját folytatta.

## Jellemzői
1971. december 25-én a Bajkonuri űrrepülőtér indítóállomásról egy Ciklon-2A hordozórakétával juttatták Föld körüli, közeli körpályára. Az orbitális egység pályája 89,63 perces, 64,93 fokos hajlásszögű, elliptikus pálya-perigeuma 244 kilométer, apogeuma 268 kilométer volt. Hasznos tömege 3800 kilogramm. Felépítése hengeres, átmérője 1.3 méter, magassága 10 méter.
1972. január 5-én az orbitális egység pályáját 104,67 perces, 64,49 fokos hajlásszögű, elliptikus pálya-perigeuma 954 kilométer, apogeuma 1008 kilométerre emelték. 2010-ben az űregység orbitális pályáját még korrigálták (20 alkalommal), biztosítva a közel körpályás haladási magasságot.
Szolgálati idejének vége ismeretlen.